# Halophytophilus similis
Halophytophilus similis är en kräftdjursart som beskrevs av Lang 1948. Halophytophilus similis ingår i släktet Halophytophilus och familjen Ectinosomatidae. Inga underarter finns listade i Catalogue of Life.